# ブルーデンツ郡

ブルーデンツ郡
Bezirk Bludenz

ブルーデンツ郡（ブルーデンツぐん、独: Bezirk Bludenz, 阿:Bezirk Bludaz（ブルーダーツ郡））は、オーストリアのフォアアールベルク州にあり、郡（ベツィルク）（Bezirk）行政管区とも表記される。郡庁所在地はブルーデンツ。
フォアアールベルク州の南半分を占め、北でブレゲンツ郡およびフェルトキルヒ郡と、東でチロル州のロイテ郡およびランデック郡と接する。西はリヒテンシュタインおよびスイス・グラウビュンデン州との国境になっている。
ブルーデンツ郡には以下の29の市町村のゲマインデ（Gemeindeがある。そのうち、ブルーデンツが市（Stadt）に、2つが町（Marktgemeinde=市場町）に指定されている。
- バートロメーベルク Bartholomäberg
- ブロンス Blons
- ブルーデンツ Bludenz （市）
- ブルーデシュ Bludesch
- ブラント Brand
- ビュアス Bürs
- ビュルザーベルク Bürserberg
- ダラース Dalaas
- フォンタネルラ Fontanella
- ガシュルン Gaschurn
- インナーブラツ Innerbraz
- クロェーステレ Klösterle
- レッヒ・アム・アールベルク Lech am Arlberg Lech
- ロリュンス Lorüns
- ルーデシュ Ludesch
- ネンツィング Nenzing （町）
- ニュツィダース Nüziders
- ラッガル Raggal
- サンクト・アントン・イム・モンタフォーン Sankt Anton im Montafon
- サンクト・ガッレンキルヒ Sankt Gallenkirch
- サンクト・ゲーロルト Sankt Gerold
- シュルンス Schruns （町）
- ジルバータール Silbertal
- ゾンターク（英語版） Sonntag
- シュタッレーア Stallehr
- テューリンゲン Thüringen
- テューリンガーベルク Thüringerberg
- チャグンス Tschagguns
- ヴァンダンス Vandans